# Léona Delcourt
Pour les articles homonymes, voir Léona et Delcourt.
Léona Delcourt, née le 23 mai 1902 à Saint-André-lez-Lille, (Nord), commune de la banlieue lilloise et morte le 15 janvier 1941  à l'asile psychiatrique de Bailleul, (Nord), est une artiste et danseuse française, connue sous le surnom de Nadja, l'héroïne du roman Nadja d'André Breton.

## Biographie
Léona Delcourt est la seconde fille d'Eugène Delcourt, typographe pour un journal lillois, puis « voyageur en bois » et de Mélanie, son épouse, née en Belgique, ouvrière venue s'installer à Lille pour échapper à la misère. La grand-mère paternelle ayant réussi dans une entreprise de teinture des textiles, la famille vit dans une certaine aisance.
Sa mère est une catholique pratiquante. Son père a des prédispositions esthétiques qu'il met au service de l'éducation de ses filles, leur inculque le sentiment de la liberté intérieure. Cependant, il est sujet à d'imprévisibles crises qui le poussent à battre ses filles.
En mai 1919, Léona Delcourt rencontre un officier britannique encore mobilisé à Lille. Enceinte de lui, elle accouche seule, d'une fille, le 20 janvier 1920. Elle refuse de se marier pour sauver les apparences mais, quelque temps après, accepte la proposition de ses parents d'aller vivre à Paris sous la protection d'un vieil industriel, tandis que sa fille Marthe resterait à Saint-André. Léona Delcourt arrive dans la capitale en 1920,. Elle s'installe dans un petit appartement près de l'église Notre-Dame-de-Lorette. On connaît mal ses moyens d'existence : « Peut-être vendeuse, employée, figurante ou danseuse et fréquentant des milieux marginaux qui l'incitent au trafic de drogue ». Quand André Breton la rencontre dans la rue, le 4 octobre 1926, elle habite à l'hôtel du Théâtre, rue de Chéroy, face à l'entrée des artistes du Théâtre Hébertot situé sur le boulevard des Batignolles.

### Nadja

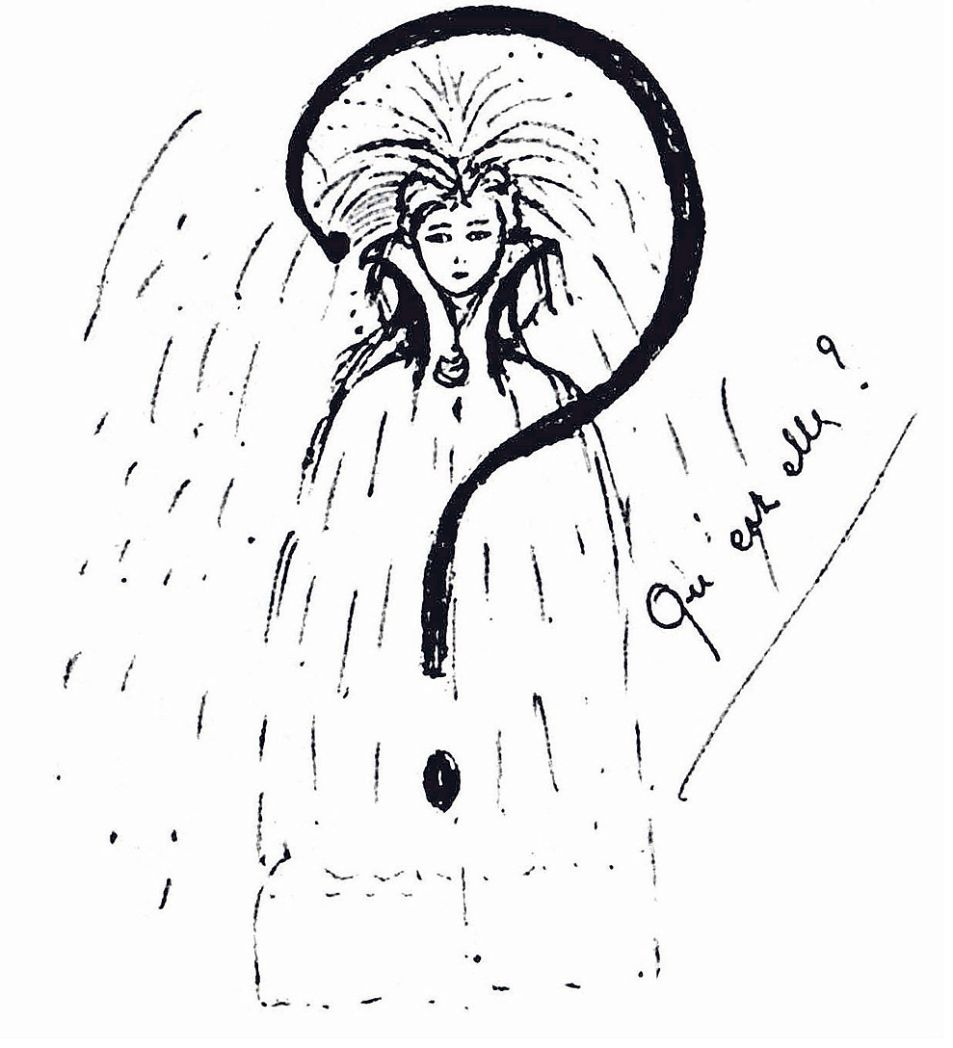
Qui est elle ? - autoportrait de Nadja, 1926.

Du 4 au 13 octobre 1926, Léona Delcourt et André Breton se retrouvent chaque jour. À partir de ces rencontres quotidiennes, Breton écrira le récit Nadja. Elle a choisi ce pseudonyme de Nadja « parce qu'en russe c'est le commencement du mot espérance, et parce que ce n'en est que le commencement ». Il voyait en elle « un génie libre, quelque chose comme un de ces esprits de l'air que certaines pratiques de magie permettent momentanément de s'attacher, mais qu'il ne saurait être question de se soumettre. »
Après le 13 octobre, André Breton la revoit « bien des fois ». De son côté, elle lui envoie de nombreuses lettres et quelques dessins jusqu'à son internement en février 1927. Ils sont probablement convenus d'écrire chacun de leur côté un récit des événements qu'ils viennent de vivre. Début novembre, Nadja désapprouve le texte d'André Breton : « Comment avez-vous pu écrire de si méchantes déductions de ce qui fut nous, sans que votre souffle ne s'éteigne ?... C'est la fièvre n'est-ce pas, ou le mauvais temps qui vous rendent ainsi anxieux et injuste ! […] Comment ai-je pu lire ce compte rendu… entrevoir ce portrait dénaturé de moi-même, sans me révolter ni même pleurer… » De son côté, Breton est déçu par le cahier dans lequel elle s'est confiée. Il le trouve trop « pot-au-feu ». Le 8 novembre, dans une lettre à sa femme Simone Breton, il se demande quoi faire puisqu'il n'aime pas cette femme et que vraisemblablement il ne l'aimera jamais. Il la juge « seulement capable […] de mettre en cause tout ce qu['il] aime et la manière qu['il a] d'aimer. Pas moins dangereuse pour cela. »

### Les lettres de Nadja
Léona Delcourt supporte mal la séparation : « C'est froid quand je suis seule. J'ai peur de moi-même […] André. Je t'aime. Pourquoi dis, pourquoi m'as-tu pris mes yeux », lettre du 22 octobre et ne cesse d'espérer son retour. Lettre du 15 novembre : « Mon aimé […] C'est si grand m'amour cette union de nos deux âmes, si profond et si froid cet abîme où je m'enfonce sans jamais rien étreindre de l'au-delà […] toi tu es là, mais la mort elle aussi est là, oui elle est là derrière toi, mais qu'importe. Je ne peux finir. » Lettre du 4 décembre : « Mon chéri, Le chemin du baiser était beau, n'est-ce pas… et Satan fut si tentant […] Mais je redescends toujours seulette l'escalier qui conduit au bonheur […] Peut-être encore que mes pas cadencés intriguent ces inconscients aux moqueurs regards, et qui m'agacent moi qui n'ai vraiment nulle envie d'attirer l'attention et qui m'en vais l'âme vidée […] ».
En décembre, l'écrivain Pierre Naville la rencontre à la Galerie Surréaliste : « C'était vraiment une femme étrange. Elle ressemble extrêmement à Gala (le même genre de laideur et de beauté), des yeux fantastiques, qui changent de forme : et parlant tout à fait comme [André nous le] disait. Mais il paraît qu'elle est très troublée – ne sachant sur quel ton (quels mots) parler d'André à Simone, etc. Du reste, André commence à s'énerver avec elle. ».
Fin décembre, elle semble résignée : « Je vous demande pardon de n'avoir pas pu faire d'autres dessins – je n'avais pas la main – c'est drôle d'être à ce point nerveuse – et ce n'est pas des images qui me manquent – oh non alors - ni -ni -ni - fini […] J'ai perdu, c'était prévu n'est-ce pas – d'après vous ! »
Le 27 décembre, Léona est mise à la porte de son hôtel. Le 1er janvier 1927, elle retrouve une chambre à l'hôtel Becquerel. Dans ses lettres, elle exprime à la fois l'espoir de revoir Breton et l'amertume de ce qui est perdu : « Vous êtes aussi loin de moi que le soleil, et je ne goûte le repos que sous votre chaleur […] je conserve votre souffle, celui qui gémit, celui qui ne meurt pas, et il me suivra partout ce sera mon parfum. J'ai aussi votre regard froid, doux et dur, cette lame tranchante qui me défendra… sans que vous le sachiez vous êtes derrière moi… me protégeant, m'encourageant, me maîtrisant… Oh monstre… Que fais-tu de ma vie ? »
Lettre du 15 janvier : « Qu'il est bon de se rappeler… ici vous étiez… je suis à votre place, ma bouche se colle amoureusement sur l'oreiller à l'endroit où vous avez posé vos sévères oreilles - et je cause je vous dis les choses que l'émotion empêchait alors que vous étiez là. »
Lettre du 20 janvier : « Si tu étais là… mais j'ai ton livre [Clair de terre]… c'est toi quand même n'est-ce pas, et il me comprend bien, quand je te serre. Parfois, il me chuchote une bonne pensée. Tu aurais mieux fait de l'intituler "Éclair de mes traits". Quand je te serre ainsi contre moi, j'évoque la puissante image de notre rencontre […]. Je te vois marcher vers moi avec ce rayon de douce grandeur accroché à tes boucles… et ce regard de dieu […] Je vous valais quand je vous repoussais, mais maintenant par ce matin si clair d'espérances… je ne puis que pleurer. »
Lettre du 28 janvier : « Vous êtes parfois un puissant magicien plus prompt que l'éclair qui vous environne comme un Dieu. […] Nous ne pourrons jamais oublier cette… entente, cette union […] Je n'ai qu'une seule idée, une seule image. C'est vous. Je ne sais plus. Je ne peux plus. Toujours votre nom me retient comme ce même sanglot qui m'étreint… et je me sens perdue si vous m'abandonnez […] partout des gueules de loups s'entrouvrent menaçantes… et des yeux dévorants, j'ai beau éloigner cette vision… me dire que je me trompe, aussitôt j'ai la preuve que c'est bien vrai, et je tremble d'effroi. Je suis comme une colombe blessée par le plomb qu'elle porte en elle. […] Hélas tu n'es venu que 2 fois, et mon pauvre oreiller connaît bien des amertumes, des larmes séchées ou refoulées, des appels, des gémissements - non - Peut-être es-tu vraiment guéri de moi. On m'a dit que l'amour était une maladie ? […] La vie est bête, disais-tu, lors de notre première rencontre. Ah, mon André, crois que pour moi tout est fini. Mais je t'avais, et c'était si beau. […] Tiens, je suis encore petite fille, pour te claquer de gros baisers dans ton cou sous ta fine oreille ».
Mais sa situation matérielle est dramatique au point qu'elle lui demande de la placer chez un de ses amis, pour y faire « ce qu'il y a à faire. Vous pourriez bien vous occuper de moi, vous, vous avez des relations ». À ses appels désespérés s'ajoutent la rancœur et la colère. Lettre du 30 janvier : « Crois que j'ai souffert pour toi et souffrirai encore sans doute. Tu m'as fait devenir si belle, André, je me sens légère malgré tout. Mais je t'en veux de cela. Pourquoi as-tu détruit les deux autres Nadja. Oh ! je voudrais être comme j'étais, je serais bien habile… J'ai tout oublié pour ne voir que toi, André […] Malheureusement, tu me causais trop bien au début du mois. (Si tu rencontres un jour ma Femme… puis tu chercheras une chambre pas très loin… puis… je vais tâcher Nadja…) Moi j'avais l'habitude de te croire… Est-ce que je pouvais prévoir que tout sombrerait ainsi tout à coup…  alors que je n'ai rien fait, alors que j'étais devenue ton esclave. Je t'en prie, cette fois, fais une bonne action… veux-tu me tuer ? […] Je sais que tu peux (je savais tout j'ai tant cherché à lire dans mes ruisseaux de larmes) […] Il faut que je puisse m'acquitter… je rendrai quand je pourrai… Emprunte-moi […] (Ah tiens une image. C'est ta femme en verre) »
Lettre du 2 ou 3 février : « Je veux vous revoir absolument, je veux vous causer sérieusement. Vous aimez à jouer la cruauté, ça vous va pas mal, je vous assure, mais je ne suis pas un jouet […] Je voudrais mon cahier… si pot-au-feu qu'il vous paraisse […] vous êtes bien comme les autres… et vous ne faites pas honneur à ce que vous créez… moi je veux conserver mes illusions malgré et contre tout […] je suis folle… ou forte… je ne sais […] Vive le jeu, le vrai, la gaîté, la vie. À bas toutes vos grimaces - et j'ai bien compris. […] À bas les démoralisateurs. Je vois tout autrement que vous et votre suite. J'ai horreur de votre jeu et de votre clique - - D'ailleurs vous ne ressentez plus et c'est dans les autres que vous continuez à récolter. Je ne vous ai pas servi à grand-chose, mais je vous ai donné le fond de moi-même le meilleur… jusqu'à en oublier ma Fille. »
Dans la lettre du 25 ou 26 février qu'elle glisse sous la porte de l'appartement de Breton, elle semble apaisée : « Merci, André, j'ai tout reçu. J'ai confiance en l'image qui me fermera les yeux. Je me sens attachée à toi par quelque chose de très puissant, peut-être cette épreuve était nécessairement le commencement d'un événement supérieur. J'ai foi en toi - Je ne veux pas briser l'élan m'amoindrir l'amour que j'ai pour toi par d'absurdes réflexions. Je ne veux pas te faire perdre le temps nécessaire à des choses supérieures. Tout ce que tu feras sera bien fait. Que rien ne t'arrête… Il y a assez de gens qui ont mission d'éteindre le Feu […] tu n'as rien à me pardonner arrache les lettres qui t'ont peiné, elles ne doivent pas exister. Chaque jour la pensée se renouvelle. Il est sage de ne pas s'abstenir sur l'impossible. […] André, malgré tout je suis une partie de toi. C'est plus que de l'amour. C'est de la Force et je crois. »

### L'enfermement
Le 21 mars 1927, Léona Delcourt a une crise d'angoisse. Croyant voir des hommes sur le toit de l'hôtel Becquerel, elle crie, fait du tapage dans les couloirs, réveille les pensionnaires. La propriétaire de l'hôtel appelle la police. Elle est emmenée à l'Infirmerie spéciale du Dépôt au 3 quai de l'Horloge et le psychiatre de service appose sa signature sur le formulaire de placement d'office. Le médecin-chef Benjamin-Joseph Logre diagnostique des « Troubles psychiques polymorphes. Dépression, tristesse, inquiétude. Phases d'anxiété avec peur… » Il envoie Léona Delcourt à l'hôpital Sainte-Anne où le médecin-chef confirme le diagnostic de Logre.

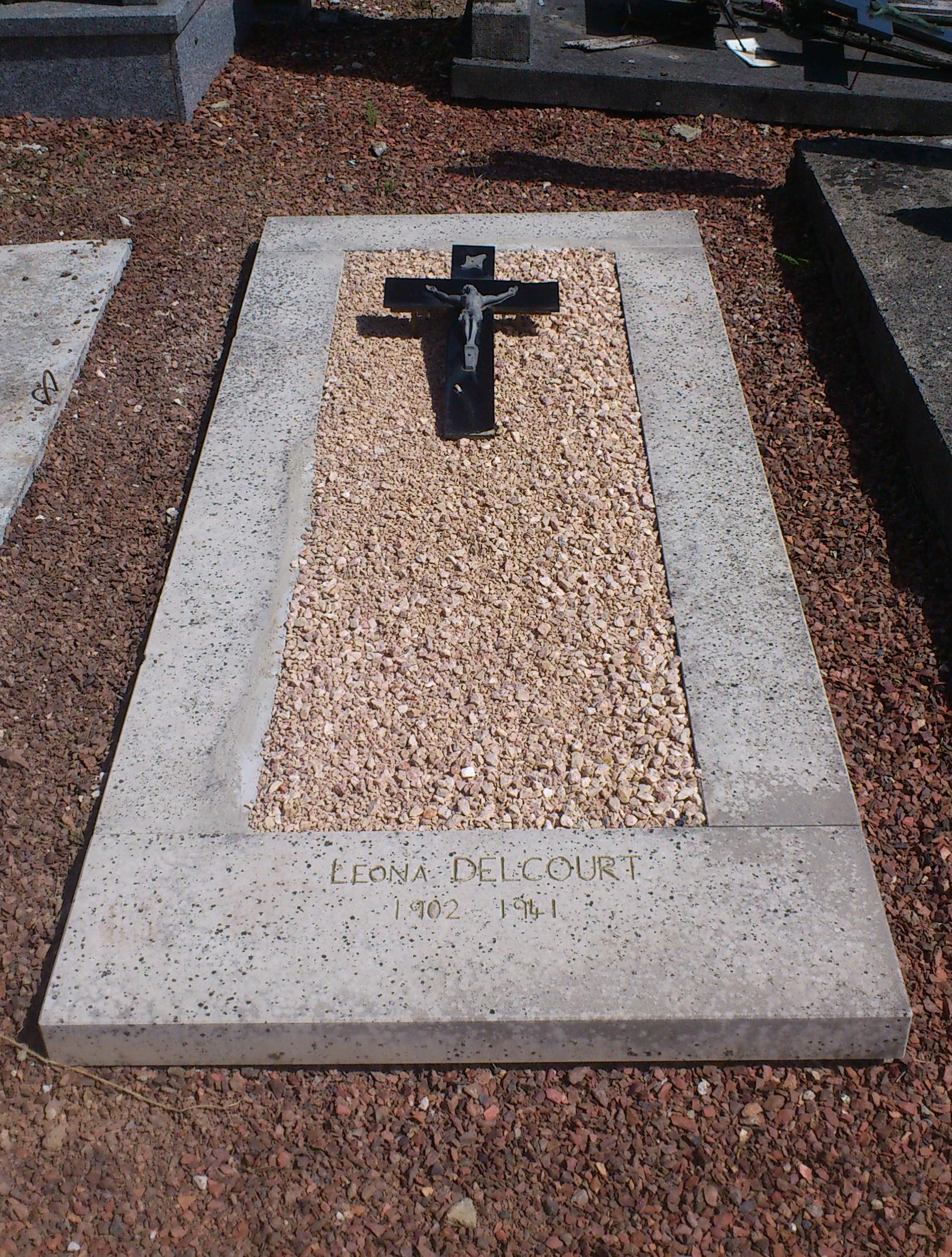
Tombeau de Léona Delcourt dite « Nadja », cimetière de Bailleul (Nord).

Le 24 mars, Léona Delcourt est transférée à l'asile de Perray-Vaucluse à Sainte-Geneviève-des-Bois, au sud de Paris. Le certificat d'entrée indique « syndrome de maniérisme et de mutisme avec alternatives de mimisme anxieux et de mimisme incohérent. Amaigrissement et mauvais état général. ». Dans les archives d'André Breton, il a été retrouvé une lettre d'introduction du docteur Gilbert Robin auprès du médecin-chef de Perray-Vaucluse mais sa visite n'a jamais été enregistrée.
Après des demandes répétées de sa mère, Léona Delcourt est transférée à l'asile de Bailleul, dans son Nord natal, le 16 mai 1928.
Léona Delcourt meurt le 15 janvier 1941. La cause officielle du décès est « cachexie néoplasique », terme ancien pour désigner une tumeur cancéreuse. Elle aurait probablement succombé à une épidémie de typhus aggravée par une sous-alimentation chronique due, comme pour d'autres malades mentaux, à la politique d'extermination par la faim menée sournoisement par le gouvernement de Vichy et l'occupant allemand en conformité avec l'idéologie nazie. Elle est inhumée au cimetière de Bailleul.

## Correspondance et dessins
- J'ai bien des choses à vous dire : les lettres de Nadja à André Breton, édition établie, présentée et annotée par Herman de Vries, Labyrinth, 2010 (OCLC 800267959)
- Ce n'est pas les images qui me manquent : les dessins de Nadja, édition établie, présentée et annotée par Herman de Vries, Labyrinth, 2010 (OCLC 800267919)